# 斯萊戈郡
斯萊戈郡（County Sligo；愛爾蘭語：Contae Shligigh），是愛爾蘭的一個郡，位於愛爾蘭島西北海岸。歷史上屬康諾特省。斯萊戈是郡內行政首都以及最大的城鎮。斯萊戈郡議會是當地政府部門。
面積1,837平方公里，2022年人口70,198人。 此地以布爾本山聞名，是愛爾蘭非常獨特的自然景觀。

## 歷史
斯萊戈郡與1585年由愛爾蘭副勳爵亨利·西德尼建立，但直到1603 年，九年戰爭的混亂結束才正式成立。

## 外部連結
- Collection of Sligo Landscape Photographs （页面存档备份，存于）
- Sligo County Council （页面存档备份，存于）
- Sligo Borough Council （页面存档备份，存于）
- Map of Sligo
- Sligoheritage.com （页面存档备份，存于）
- History of Sligo, County and Town By William Gregory Wood-Martin （页面存档备份，存于）
- Song, "Beautiful Sligo" sung by Michael McGloin,YouTube Video, with images. （页面存档备份，存于）
- 维基文库中的相關文獻：
  - . . 1905.
  - .  (第11版). London. 1911.
  - . . 1921.

54°15′N 8°40′W / 54.250°N 8.667°W